# Éric Caritoux

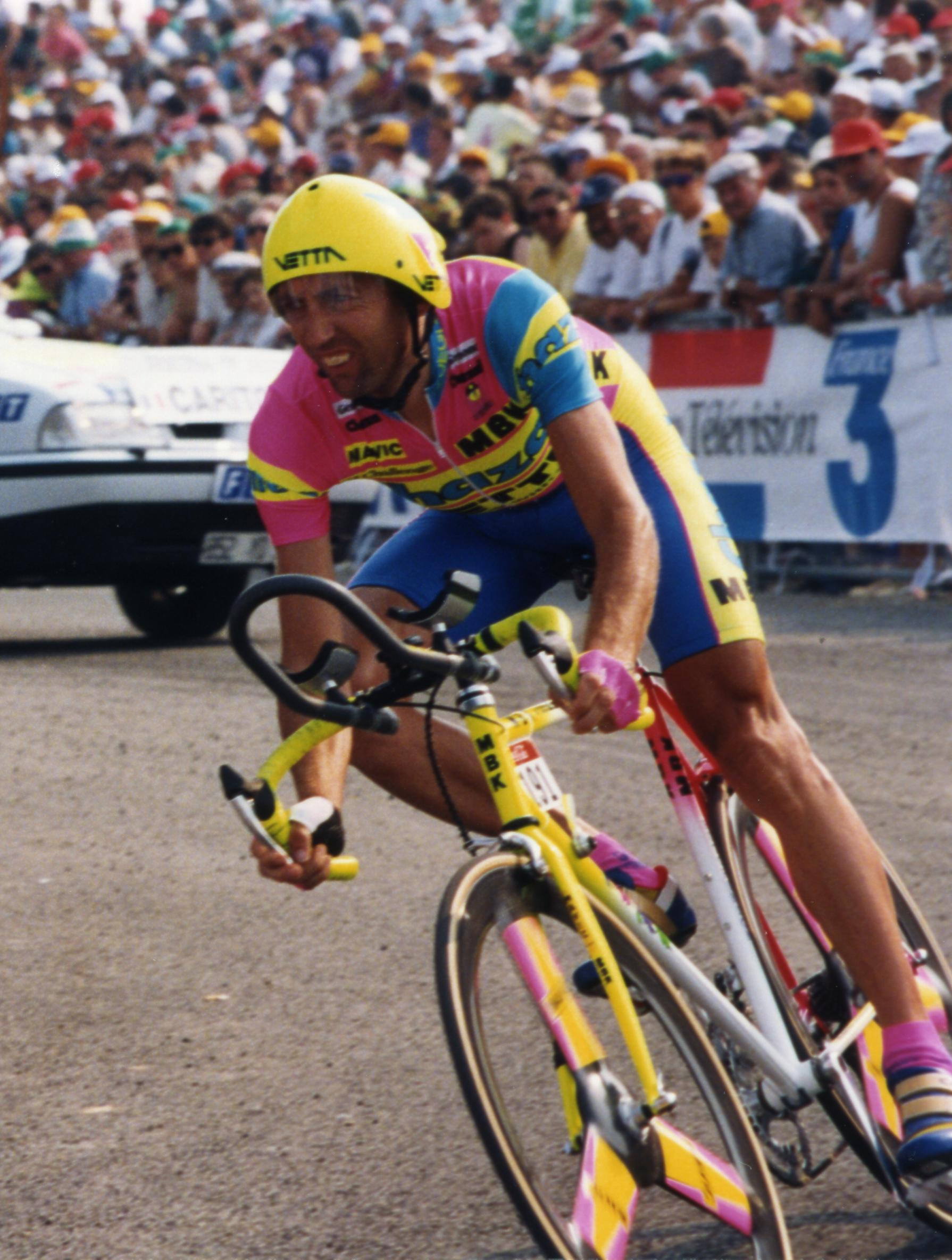
Eric Caritoux al Tour de França de 1993

Éric Caritoux (Carpentras, França, 16 d'agost de 1960) és un ciclista francès, ja retirat, que fou professional entre els anys 1983 i 1994. En el seu palmarès destaca la Volta ciclista a Espanya de 1984, edició en la què també guanya una etapa, i dos Campionats de França en ruta, el 1988 i 1989.

## Palmarès
- 1982
  - 1r al Tour du Vaucluse
- 1983
  - 1r al Gran Premi d'Aix-en-Provence
- 1984
  -  1r a la Volta a Espanya i vencedor d'una etapa
  - 1r al Tour du Haut-Var
  - 1r al Bol d'or des Monédières
  - Vencedor d'una etapa de la París-Niça
- 1985
  - Vencedor d'una etapa del Tour del Mediterrani
- 1986
  - 1r a la Polymultipliée
- 1988
  -  Campió de França en ruta
- 1989
  -  Campió de França en ruta
  - 1r al Bol d'or des Monédières
- 1990
  - Vencedor d'una etapa del Gran Premi del Midi Libre
- 1991
  - 1r al Tour du Haut-Var
  - 1r a la Ronde d'Aix-en-Provence

### Resultats al Tour de França
- 1983. 24è de la classificació general
- 1984. 14è de la classificació general
- 1985. 34è de la classificació general
- 1986. 20è de la classificació general
- 1987. 23è de la classificació general
- 1988. 18è de la classificació general
- 1989. 12è de la classificació general
- 1990. Abandona (11a etapa)
- 1991. 17è de la classificació general
- 1992. 37è de la classificació general
- 1993. 37è de la classificació general
- 1994. 22è de la classificació general

### Resultats a la Volta a Espanya
- 1984.  1r de la classificació general. Vencedor d'una etapa.  Porta el mallot groc durant 9 etapes
- 1985. 6è de la classificació general
- 1988. 11è de la classificació general
- 1989. No surt(16a etapa)

### Resultats al Giro d'Itàlia
- 1987. 21è de la classificació general